# 1146 w polityce

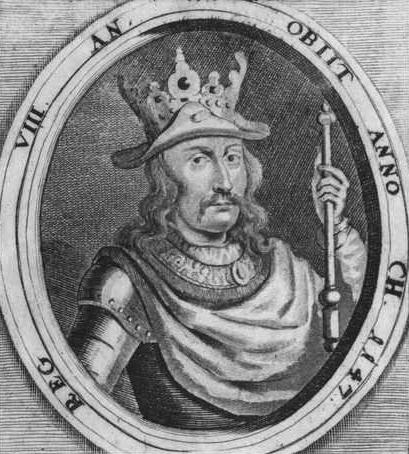
Eryk III Jagnię

Wydarzenia polityczne w 1146 roku.

## Wydarzenia
- Przegrana Władysława II Wygnańca z juniorami, który uciekł do Niemiec przez Czechy[1][2].
- 31 marca Władysław Wygnaniec złożył hołd Konradowi III i poprosił o interwencję, która w sierpniu zatrzymała się na Odrze (cesarz porzucił sprawę Władysława)[3].
- Początek panowania Bolesława Kędzierzawego jako księcia zwierzchniego (do 1173)[2].

## Zmarli
- 27 sierpnia Eryk III Jagnię, król Danii[4].